# Alexia Portal
Alexia Portal (17 marzo 1977) è un'attrice francese.

## Biografia
Recita sia per il cinema che in teatro ed è conosciuta per le sue interpretazioni nei film Racconto d'autunno (1998) e Monsieur Batignole (2002). Ha una figlia ed insieme al marito gestisce un ristorante a Angoulême.

## Filmografia

### Cinema
- Racconto d'autunno (Conte d'automne), regia di Éric Rohmer (1998)
- Jeux Divers, regia di Eric Legay - cortometraggio (1999)
- Monsieur Batignole, regia di Gérard Jugnot (2002)
- Tout pour l'oseille, regia di Bertrand Van Effenterre (2004)
- Modus Vivendi, regia di Philippe Chapuis - cortometraggio (2008)
- Cas de force majeure, regia di Renaud Ducoing - cortometraggio (2008)
- Rue des roses, regia di Patrick Fabre - cortometraggio (2012)

### Televisione
- Madame le proviseur - serie TV, 1 episodio (1996)
- L'histoire du samedi - serie TV, 1 episodio (1998)
- Bonnes vacances, regia di Pierre Badel - film TV (1998)
- Le temps d'un éclair, regia di Marco Pauly - film TV (1998)
- Mai con i quadri, regia di Mario Caiano - miniserie TV (1999)
- Un homme en colère - serie TV, episodio 1x05 (1999)
- Un jeune Français, regia di Michel Sibra - film TV (2000)
- Il commissario Maigret (Maigret) - serie TV, episodio 10x01 (2001)
- Le Pont de l'aigle, regia di Bertrand Van Effenterre - film TV (2002)
- Avocats & associés - serie TV, episodio 8x04 (2003)
- Le compagnon - serie TV, 2 episodi (2003)
- Il commissario Cordier (Les Cordier, juge et flic) - serie TV, episodio 12x04 (2004)
- Si j'étais elle, regia di Stéphane Clavier - film TV (2004)
- Commissario Navarro (Navarro) - serie TV, episodi 17x02-18x02 (2005-2006)
- Rose et Val - serie TV, episodio 2x02 (2007)
- R.I.S. Police scientifique - serie TV, episodio 2x12 (2007)
- Le Fantôme de mon ex, regia di Charlotte Brändström - film TV (2007)
- L'Ex de ma fille, regia di Christiane Spiero - film TV (2008)
- Fortunes, regia di Stéphane Meunier - film TV (2008)
- Fortunes - serie TV, 7 episodi (2011)
- Sulle tracce del crimine (Section de recherches) - serie TV, episodio 7x08 (2013)
- Mes amis, mes amours, mes emmerdes - serie TV, 6 episodi (2015)
- Mongeville - serie TV, episodio 3x05 (2016)
- Un village français - serie TV, episodio 7x09 (2017)